# Dasypoda tubera
Dasypoda tubera is een vliesvleugelig insect uit de familie Melittidae. De wetenschappelijke naam van de soort is voor het eerst geldig gepubliceerd in 1973 door Warncke.